# 荒山沙織
荒山 沙織（あらやま さおり）は、NHK大阪放送局の契約キャスター。

## 人物・経歴
滋賀県東近江市出身。
2017年4月に京都局に異動、2022年4月に現所属の大阪局に異動。

## 現在の担当番組
- ぐるっと関西おひるまえ 総合司会（2022年4月 - NHK大阪放送局）
- ほっと関西サタデー（2022年4月 ‐ NHK大阪放送局）ココホレ！関西リポーター（不定期）

## 過去の担当番組
- かがのとイブニング（NHK金沢放送局時代）
- ぐるっと関西おひるまえ リポーター
- ニュースKOBE発 （NHK神戸放送局時代）キャスター・リポーター
- 高専ロボコン2021「近畿地区大会」（2021年11月21日[要出典]、近畿ブロック放送[1]）司会進行
- ニュース630 京いちにち　キャスター（2022年3月まで）[注釈 1][2]